# Kauê Rodrigues Pessanha
Kauê Rodrigues Pessanha (Quissamã, 22 ottobre 2004) è un calciatore brasiliano, centrocampista del Porto B.

## Caratteristiche tecniche
Centrocampista polivalente, agisce principalmente a copertura della difesa.

## Carriera

### Club
Kauê è cresciuto nel settore giovanile del Botafogo, con cui ha firmato il primo contratto professionistico nel novembre del 2020. Ha debuttato in prima squadra il 20 gennaio 2024 nell'incontro del Campionato Carioca vinto 2-0 contro il Bangu ed il 31 marzo seguente ha segnato il suo primo gol nel successo per 2-0 sul Boavista-RJ.
Ha esordito in Série A il 29 giugno contro il Vasco da Gama e cinque giorni dopo è andato a segno nel successo per 2-1 sul Cuiabá.

### Nazionale
Ha giocato nelle nazionali giovanili brasiliane Under-15 ed Under-20.

## Statistiche

### Presenze e reti nei club
Statistiche aggiornate al 22 maggio 2025.
| Stagione        | Squadra         | Campionato      | Campionato | Campionato | Coppe nazionali | Coppe nazionali | Coppe nazionali | Coppe continentali | Coppe continentali | Coppe continentali | Altre coppe | Altre coppe | Altre coppe | Totale | Totale | Totale |
| Stagione        | Squadra         | Comp            | Pres       | Reti       | Comp            | Pres            | Reti            | Comp               | Pres               | Reti               | Comp        | Pres        | Reti        | Pres   | Reti   |        |
| --------------- | --------------- | --------------- | ---------- | ---------- | --------------- | --------------- | --------------- | ------------------ | ------------------ | ------------------ | ----------- | ----------- | ----------- | ------ | ------ | ------ |
| 2024            | Botafogo        | A/RJ+A          | 10+8       | 1+1        | CB              | 1               | 0               | CL                 | 2                  | 0                  | -           | -           | -           | 21     | 2      |        |
| 2025            | Botafogo        | A/RJ+A          | 7+0        | 2+0        | CB              | 1               | 0               | CL                 | 0                  | 0                  | SB+RS       | 0+1         | 0           | 9      | 2      |        |
| Totale carriera | Totale carriera | Totale carriera | 25         | 4          |                 | 2               | 0               |                    | 2                  | 0                  |             | 1           | 0           | 30     | 4      |        |

## Palmarès

### Club

#### Competizioni internazionali
- Coppa Libertadores: 1

Botafogo: 2024

#### Competizioni nazionali
- Campionato brasiliano: 1

Botafogo: 2024